# Hynobius yatsui
Espèce
Synonymes
- Hynobius naevius yatsui Oyama, 1947

Statut de conservation UICN

 LC  : Préoccupation mineure
Hynobius yatsui est une espèce d'urodèles de la famille des Hynobiidae.

## Répartition
Cette espèce est endémique du Japon. Elle se rencontre sur les îles de Kyūshū de Shikoku et dans les régions de Chūbu et de Kinki sur Honshū.

## Publication originale
- Oyama, 1947 : Hynobius naevius yatsui. Zoological Magazine, Tokyo, vol. 57, p. 106-107.